# Escudo de Sevilla

Escudo de la ciudad de Sevilla.

El escudo de Sevilla lleva usándose de forma continuada por los distintos gobiernos municipales desde el siglo XIII, pero hasta el 27 de diciembre de 2017 no se le dio carácter oficial y se fijó su diseño de forma definitiva. Posee la siguiente descripción heráldica:
De gules, la figura de Fernando III de Castilla con túnica y calzado de gules, capa de azur ribeteada de oro, coronado de lo mismo, con una espada de plata guarnecida de oro en su mano diestra y un orbe de azur con ecuador, semimeridiano y cruz de oro en la siniestra, sedente en silla de tijera o jamuga sobre tarima con dosel, ambas de oro. Acompañado a la diestra por San Isidoro y a la siniestra por San Leandro, ambos vestidos con alba y calzado de plata, capa pluvial y estola de oro, con mitra de lo mismo forrada de plata y cruz en el frontal, los dos con báculo de oro y libro de oro con cubiertas de azur. Mantelado en punta de azur con la inscripción «NO DO» de oro intercalada por una madeja de lo mismo. Timbre: Corona real abierta. Lema, en plata: «MUY NOBLE, MUY LEAL, MUY HEROICA, INVICTA Y MARIANA».
La lectura de NO8DO, formado por “NO-MADEJA-DO” (“NO ME HA DEJADO”) que alude a la fidelidad que le prestó la ciudad al rey Alfonso X en el enfrentamiento que mantuvo con su hijo Sancho IV y es el lema de la ciudad.
El Ayuntamiento de Sevilla usa este escudo rodeado de filacteria con la divisa: "MUY NOBLE, MUY LEAL, MUY HEROICA, INVICTA Y MARIANA", dos mazas acoladas y dos veneras adosadas.